# Nizza di Sicilia
Nizza di Sicilia es una localidad italiana de la provincia de Mesina, región de Sicilia, con 3.660 habitantes.

Ubicación de la ciudad de Nizza di Sicilia dentro de la provincia de Mesina.

## Evolución demográfica
| Gráfica de evolución demográfica de Nizza di Sicilia entre 1861 y 2001 |
|                                                                        |
| Fuente ISTAT - Elaboración gráfica por parte de Wikipedia              |